# Viêm họng
Viêm họng là viêm nhiễm ở vùng họng. Nó thường dẫn đến đau họng và sốt.  Các triệu chứng khác có thể bao gồm sổ mũi, ho, nhức đầu, khó nuốt, sưng hạch hàm và bị khàn giọng. Các triệu chứng thường kéo dài 3-5 ngày.  Biến chứng có thể bao gồm viêm xoang và viêm tai giữa cấp tính.  Viêm họng là một loại nhiễm trùng đường hô hấp trên.
Hầu hết các trường hợp viêm họng là do nhiễm virus.  Viêm họng do liên cầu khuẩn, một bệnh nhiễm trùng do vi khuẩn, là nguyên nhân ở khoảng 25% trẻ em và 10% người lớn.  Nguyên nhân không phổ biến bao gồm các vi khuẩn khác như lậu, nấm, các chất kích thích như khói thuốc, dị ứng và bệnh trào ngược dạ dày thực quản. Thử nghiệm cụ thể không được khuyến cáo ở những người có triệu chứng nhiễm virus rõ ràng, chẳng hạn như cảm lạnh.  Mặt khác, xét nghiệm phát hiện kháng nguyên nhanh (RADT) hoặc phết họng được khuyến khích áp dụng.  Các điều kiện khác có thể tạo ra các triệu chứng tương tự bao gồm viêm nắp thanh quản, viêm tuyến giáp, áp xe sau hầu và đôi khi là bệnh tim.
Thuốc chống viêm không steroid, chẳng hạn như ibuprofen, có thể được sử dụng để giúp giảm đau họng. Thuốc gây tê, chẳng hạn như thuốc bôi capocaine, cũng có thể giúp ích. Viêm họng do liên cầu khuẩn thường được điều trị bằng kháng sinh, chẳng hạn như penicillin hoặc amoxicillin.  Việc dùng steroid có tác dụng trong chữa trị viêm họng cấp tính, hay chỉ dùng trường hợp viêm họng nghiêm trọng, là vẫn chưa rõ ràng.
Khoảng 7,5% số người bị đau họng trong thời gian 3 tháng bất kỳ. Hai hoặc ba lần viêm họng trong một năm không phải là hiếm. Viêm họng là chứng dẫn đến 15 triệu lượt khám bác sĩ tại Hoa Kỳ trong năm 2007  Viêm họng là nguyên nhân phổ biến nhất của đau họng.

## Đại cương
Viêm họng là bệnh mà khi đó niêm mạc họng và hầu bị viêm. Giống như các loại bệnh viêm khác, viêm họng có thể là cấp tính hay mạn tính. Phần lớn các trường hợp viêm họng do virus gây ra (40 – 80%), phần còn lại là do vi khuẩn, nấm hay các chất kích thích như chất gây ô nhiễm hay hóa chất. Viêm họng có thể dẫn đến viêm amidan khiến việc thở và nuốt gặp khó khăn. Viêm họng có thể đi kèm với ho và sốt, ví dụ như trong trường hợp nguyên nhân của nó là nhiễm trùng phần trên của đường hô hấp. Viêm họng có thể xuất hiện riêng biệt, nhưng thường gặp xuất hiện cùng với các bệnh: viêm V.A, viêm amidan, bệnh phát ban, cúm, sởi, bạch hầu, ho gà, vincent, hoặc một số bệnh máu.

## Triệu chứng
Viêm họng có nhiều thể loại: Viêm họng cấp, viêm họng mãn tính (viêm họng mãn tính có thể đặc biệt được xếp thành bệnh riêng là bệnh viêm họng hạt), Viêm họng đặc hiệu: Viêm họng Vincent, viêm họng có màng giả do Bạch hầu (Klebs - Loefler).

### Viêm họng cấp (hoặc gọi là viêm họng đỏ)
Triệu chứng ban đầu thường là: Cảm giác khô nóng và rát trong họng, nuốt nói cảm thấy vướng, sau đó tăng lên thành đau trong họng, nói khó hoặc nuốt khó, ho khạc nhưng thường không có đờm mà chỉ ra ít nước nhày. Bệnh nhân có thể thấy mệt mỏi, sốt nhẹ ớn lạnh; hoặc sốt cao 38 – 39 độ C trong viêm cấp tính hoặc kèm theo viêm Amidan, cúm  nhiễm virut... Triệu chứng sổ mũi ngạt mũi, hắt hơi, nhức đầu, ù tai thường kèm theo ở trường hợp viêm họng do cúm, dị ứng thời tiết, do lạnh... 
Khám họng thấy: Toàn bộ hoặc một phần niêm mạc họng đỏ rực. Màn hầu, trụ trước, trụ sau và thành sau họng phù nề, đỏ thẫm. Ngoài ra còn có thể thấy: amidan viêm to, trên bề mặt amiđan có chất nhầy trong. Khám các hạch vùng cổ dưới hàm có thể viêm tấy, đỏ, đau
Các triệu chứng trên có thể diễn biến 3 – 4 ngày rồi lui dần và mất đi do điều trị hoặc tự khỏi do sức để kháng của cơ thể.
Xét nghiệm công thức máu sẽ thấy bạch cầu tăng cao (hoặc có thể không tăng trong trường hợp nguyên nhân là do vi rút trong giai đoạn đầu), tốc độ máu lắng tăng, chỉ số CRP (C Reaction Protein) dương tính. Xét nghiệm nhày họng, bằng phương pháp nhuộm đơn thấy nhiều tế bào bạch cầu, vi khuẩn (trực khuẩn hoặc cầu khuẩn). Nhuộm bằng phương pháp gram có thể thấy cầu khuẩn gram dương (xếp đôi, hoặc thành đám hoặc đứng riêng rẽ) hoặc thấy cả xoắn khuẩn Vincent. Nếu có điều kiện nuôi cấy chất nhày họng sẽ xác định được loại vi khuẩn gây viêm họng cấp, trên cơ sở đó thực hiện kháng sinh đồ để chọn kháng sinh thích hợp cho việc điều trị.

### Viêm họng mãn tính

#### Triệu chứng cơ năng
Bệnh nhân cảm thấy khô họng, nóng rát trong họng hoặc có cảm giác ngứa họng, vướng họng nhất là khi ngủ dậy, phải cố khạc đờm, đằng hắng để làm long đờm, đờm dẻo và đặc thường tăng lên khi nuốt. Bệnh nhân thường phải khạc nhổ luôn, có ít nhầy quánh. Ho nhiều vào ban đêm, khi lạnh, nuốt hơi nghẹn. Tiếng nói bị khàn trong giây lát, khạc hoặc hắng dặng thì tiếng trở lại bình thường. Khi uống rượu, hút thuốc lá nhiều, nói nhiều, triệu chứng trên càng trở nên rõ rệt.

#### Khám thực thể
Bệnh viêm họng mạn tính gồm 4 thể:
- Một là: Viêm họng mạn tính sung huyết đơn thuần. Niêm mạc họng đỏ, nổi nhiều tia mao mạch máu.
- Hai là : Viêm họng mạn tính xuất tiết. Thành sau họng có tăng xuất tiết nhầy, trong, hơi dính vào niêm mạc, chảy từ vòm xuống hạ họng, tạm thời mất đi khi bệnh nhân nuốt. Niêm mạc họng cũng đỏ và nổi nhiều tia mao  mạch máu.
- Ba là: Viêm họng mạn tính quá phát. Niêm mạc họng đỏ và dày lên. Tổ chức bạch huyết ở thành sau họng phát triển mạnh, quá phát thành từng đám to nhỏ không đều, màu hồng hoặc đỏ. Có khi tập trung thành một dải gồ lên ở phía sau và dọc theo trụ sau của amidan trông như một trụ sau thứ hai gọi là “trụ giả”. Thể này gọi là viêm họng hạt.
- Bốn là: Viêm họng teo. Niêm mạc họng teo dần, những tuyến nhầy dưới niêm mạc cũng teo đi làm cho niêm mạc họng từ đỏ thẫm biến thành màu hồng rồi nhợt nhạt, khô và đọng những vảy mỏng, vàng, khô bám vào từng chỗ. Niêm mạc họng trở thành mỏng, các trụ sau cũng teo biến đi làm cho họng trở nên rộng hơn. Viêm họng teo thường là viêm họng do nghề nghiệp hoặc ở người già hoặc ở những người trĩ mũi.

### Viêm họng hạt (Thể đặc biệt của viêm họng mãn)
Biểu hiện của bệnh viêm họng hạt là cảm giác vướng víu, ngứa rát thường xuyên trong họng; ho và khạc đờm quánh dính hoặc trắng nhầy thường xuyên (nhất là sáng sớm, khi ngủ dậy). Nhiều người bệnh do ngứa họng nên hay khậm khạc, dặng hắng. Khám tại chỗ thấy thành bên họng hơi đỏ, thành sau họng có những hạt trắng hồng. Niêm mạc họng đỏ và dày lên, có thể có những ổ loét dễ nhầm với bệnh nhiệt miệng. Tổ chức bạch huyết ở thành sau họng phát triển mạnh, quá phát thành từng đám to nhỏ không đều, màu hồng hoặc đỏ, lâu ngày các đám này thu gọn lại thành những hạt to nhỏ hình thù khác nhau (viêm họng hạt). Có khi tập trung thành một dải gồ lên ở phía sau và dọc theo trụ sau của amidan trông như một trụ sau thứ hai gọi là “trụ giả”.

### Viêm họng đặc hiệu

#### Viêm họng do liên cầu khuẩn
Do liên cầu khuẩn tan huyết bê ta nhóm A (Group A Beta-hemolytic streptococcus – GABHS) gây ra 
Đây là một viêm họng nguy hiểm vì có biến chứng sang viêm khớp cấp, viêm màng trong tim cấp hoặc mãn tính gây hẹp hở van tim, viêm cầu thận cấp.... Bệnh do liên cầu khuẩn gây ra. Do cấu tạo vỏ của vi khuẩn gần giống cấu tạo của tổ chức liên kết (bao khớp, màng tim, màng thận...) khi bị nhiễm liên cầu khuẩn, cơ thể phản ứng sinh ra kháng thể chống vi khuẩn đồng thời kháng thể này cũng dung giải luôn chính tổ chức của mình gây nên bệnh thấp khớp cấp, viêm cầu thận, viêm màng tim (thấp tim)... Triệu chứng lâm sàng thường không có khác biệt nhiều với các viêm họng cấp khác, Chẩn đoán xác định dựa vào xét nghiệm nuôi cấy hoặc soi tươi dịch họng thấy có liên cầu khuẩn.
Trên lâm sàng dựa vào một số yếu tố quan trọng để phát hiện viêm họng do liên cầu bêta tan huyết nhóm A:
- Bệnh thường khởi phát đột ngột với biểu hiện sốt cao 39-40 độ C, người mệt mỏi.
- Khám họng thấy có mủ trắng bẩn ở khe, hốc amidan hai bên. Sờ thấy hạch dưới hàm cả hai bên, di động, ấn đau.
- Bạch cầu đa nhân trung tính tăng cao khi lấy máu làm xét nghiệm.
- Để khẳng định chính xác, người ta cần quệt dịch nhày ở họng đem soi tươi, nuôi cấy tìm liên cầu gây bệnh cùng với việc tiến hành định lượng kháng thể kháng liên cầu trong máu qua phản ứng ASLO: tăng tỷ lệ chậm và không liên tục (thường là trên 300 đơn vị Todd).

#### Viêm họng do bạch hầu: (Klebs - Loefler)
Bệnh bạch hầu: thường xảy ra thành dịch. Khám họng thường thấy có giả mạc, giả mạc gắn chặt vào niêm mạc, khi bóc ra thì chảy máu, giả mạc mọc rất nhanh, lan ra các trụ và màn hầu, giả mạc không tan trong nước. Bệnh cảnh nhiễm trùng, nhiễm độc rõ. Hạch cổ, dưới cằm nổi nhiều và nhanh

#### Viêm họng Vincent
Viêm họng Vinvent thuộc nhóm viêm họng loét, do vi khuẩn hình thoi và xoắn khuẩn sống ký sinh ở họng. Khi gặp điều kiện thuận lợi như cơ thể suy yếu, rối loạn dinh dưỡng hay sâu răng, viêm amidan nó sẽ làm rối loạn dinh dưỡng niêm mạc họng và gây loét.
Thường gặp ở người trẻ, bắt đầu một cách âm thầm: sốt nhẹ, mệt mỏi, cảm giác nóng rát họng, nuốt đau nhất là với chất rắn ở một bên họng. Khám họng: thấy trên mặt amidan một bên có giả mạc trắng.
Giả mạc chỉ khu trú ở một bên amidan nhưng ngày càng lan rộng ra. Giả mạc dày trắng đục, dễ lây, không dai mà ngược lại dễ mủn, vỡ. Đặc biệt amidan bên kia vẫn bình thường
Giả mạc tự rơi ra để lại vết loét nông, bờ nổi gờ, thành đứng, đáy màu xám bẩn có chỗ hoại tử.
Có thể có sưng đau hạch sau góc hàm bên bệnh nhân. Với thể nặng có sốt cao, hạch cổ sưng to và đau, amidan bên bệnh sưng to, các trụ và màn hầu nề, vết loét rộng, đáy hoại tử rõ. Nuốt đau rõ rệt, hơi thở hôi.
Tiến triển: Với thể trạng khỏe, có sức đề kháng tốt, sau độ 10 ngày thì vết loét tự lên nụ hạt, liền lại. Với thể trạng yếu, kém sức đề kháng, vết loét có thể lan ra lưỡi, miệng.
Bệnh cần chẩn đoán phân biệt với bệnh nhiệt miệng (áp - tơ), nấm vùng miệng, hay tưa lưỡi

## Nguyên nhân
Viêm họng có 2 nguyên nhân chủ yếu: do nhiễm trùng và không do nhiễm trùng.

### Do virut, vi khuẩn
Chủ yếu (80 %) là do virut, các loại virut có khả năng cao gây bệnh viêm họng gồm có: Rhinovirus, coronavirus và parainfluenza virus, Virut cúm A và cúm B, Viruts adenovirus, virus Epstein-Barr (EBV), herpes simplex (HPV) thường gây ra lở loét lạnh...
Ngoài ra còn do các loại khác nhau của vi khuẩn : tụ cầu, liên cầu trong đó phổ biến nhất là Streptococcus pyogenes (liên cầu nhóm A) gây viêm họng.

### Nguyên nhân khác
- Chất kích thích và chất gây dị ứng: có thể làm cháy các lớp lót ở họng gây viêm họng, bao gồm: Chất gây kích ứng giải phóng vào không khí như: Các dung môi hòa tan, xăng công nghiệp, thuốc xịt chứa hóa chất, khí lò than có chứa khí lưu huỳnh, khói bụi và uống rượu mạnh nồng độ cao sẽ đốt cháy lớp lót niêm mạc miệng, lạm dụng thuốc xông xịt mũi....
- Nhiễm lạnh: Mùa đông lạnh, không khí khô hanh là 1 điều kiện phát sinh bệnh viêm họng, hoặc thay nhiệt độ đột ngột thất thường. Thời tiết nóng bức sử dụng điều hòa nhiệt độ nhiều, độ lạnh sâu cơ thể chưa thích nghi kịp, da bị khô và dễ bị viêm họng.
- Trào ngược dạ dày: axit dạ dày trào ngược lên thực quản, làm tổn thương niêm mạc, có thể gây ngứa, đau rát, hoặc sưng viêm
- Nhiễm HIV: vau họng và các triệu chứng giống cúm khác đôi khi xuất hiện sớm sau khi một người nào đó bị nhiễm HIV. Ngoài ra, một người nào đó dương tính với HIV có thể bị viêm họng mãn tính hoặc tái phát do nhiễm nấm gọi là nấm miệng hoặc do nhiễm virut có tên là cytomegalovirus (CMV), có thể nghiêm trọng ở những người có hệ thống miễn dịch bị tổn thương.
- Các khối u: Các khối u ung thư của cổ họng, lưỡi hoặc hộp thoại (thanh quản) có thể gây đau họng. Các dấu hiệu hoặc triệu chứng khác có thể bao gồm khàn giọng, khó nuốt, thở ồn ào, nổi cục ở cổ và có máu trong nước bọt hoặc đờm.[10]

## Điều trị

### Vấn đề sử dụng thuốckháng sinh
Viêm họng do rất nhiều nguyên nhân gây nên, thuốc kháng sinh chỉ có tác dụng trong trường hợp nguyên nhân gây bệnh là vi trùng. Cứ viêm họng thì sử dụng thuốc kháng sinh là lạm dụng, đôi khi gây bất lợi, không phải lúc nào thuốc kháng sinh cũng là lựa chọn tối ưu cho bệnh viêm họng.
Nguyên tắc điều trị là phải dựa vào nguyên nhân gây bệnh, Chỉ dùng kháng sinh trong trường hợp xác định được vi khuẩn là nguyên nhân gây bệnh và có kết quả của kháng sinh đồ thì nên lựa chọn kháng sinh để điều trị cho thích hợp với tuổi, tình trạng bệnh và tính động học của kháng sinh.
Tuy nhiên không phải lúc nào, cơ sở khám bệnh nào cũng xác định nhanh chóng nguyên nhân gây bệnh là do vi trùng và cho kháng sinh đúng đủ liều lượng. Cấy họng hoặc làm xét nghiệm nhanh phết họng tìm Streptoccocus (kết quả có trong vòng 15 phút) là phương pháp hiện nay dùng để chẩn đoán viêm họng do virut hay do vi khuẩn, thường chỉ thực hiện được ở các bệnh viện lớn có điều kiện cả về vật chất và thời gian, mặt khác xét nghiệm không thấy vi khuẩn thì chưa thể loại trừ được nguyên nhân gây bệnh là vi trùng. Vậy thì, vấn đề cần đặt ra là: Khi nào cần dùng kháng sinh trong viêm họng?
Chỉ định dùng kháng sinh khi: Có kết quả xét nghiệm tìm thấy vi trùng, có các triệu chứng kèm theo xác định được nguyên nhân là vi trùng như: có giả mạc trong bạch hầu, loét vincent, viêm amidan, họng có mủ, phì đại các hạch vùng cổ, họng sưng phù, cứng họng và đau khi nuốt, xét nghiệm bạch cầu tăng cao.....
Không dùng kháng sinh kh: Các triệu chứng toàn thân cũng như tại chỗ thể hiện rõ đây là do vi rut, cảm cúm, viêm họng trong viêm mũi dị ứng thời tiết, bỏng hóa chất và các chất kích thích.... Nguyên nhân do vi rut thường kèm theo triệu chứng viêm long đường hô hấp (ho, sổ mũi, hắt hơi, khàn tiếng...)
Nhiều trường hợp, do không có điều kiện hoặc rất khó phân biệt rõ ràng nguyên nhân gây bệnh thì nên cân nhắc việc dùng kháng sinh, xem xét kỹ càng, tiên lượng các diễn biến của bệnh để có liệu pháp kháng sinh phù hợp
Các kháng sinh thường được sử dụng trong viêm họng là: Penicillin (hoặc Ampicillin, Amoxicillin), Cephalosporins, Macrolides và Clindamycine. Thời gian trung bình để điều trị là 10 ngày ở nhóm dùng Penicillin hoặc 5 ngày ở nhóm dùng Cefpodoxime, Cefdinir, hoặc Azithromycin. Kháng sinh nên kết hợp hai loại trở lên để hạn chế hiện tượng kháng thuốc.

### Đông y điều trị viêm họng
Theo Đông Y, nguyên nhân gây bệnh có nhiều,  thường gặp là do nhiệt độc của phế vị xông lên và nhiễm khí độc của dịch lệ:

#### Do nhiệt độc
Triệu chứng: Có ho sốt nhẹ, nuốt thấy vướng mắc ở cổ họng, hoặc cảm thấy hơi đau.
Điều trị:
- Thuốc: ô mai: 2g, Sài đất: 4g, Húng chanh: 2g. Sắc ngậm nuốt dần, hoặc giã sống ngậm nuốt nuốt dần.
- Châm cứu: hợp cốc (châm tả, Thiếu dương (thích huyết), Thiên trụ (bình bổ bình tả lưu kim 15').

#### Nhiễm khí độc
Triệu chứng: Bệnh phát nhanh, sốt cao và đột ngột tiếng không trong, ho tiếng nặng, trong họng có tiếng như kéo cưa, chân tay hơi lạnh, họng đỏ không có mảng trắng; Rêu lưỡi dày vàng, chất lưỡi đỏ.
Điều trị:
- Thuốc: Sơn đậu căn: 9g; Cam thảo dây: 6g; Củ rẻ quạt: 8g; Sài đất: 20g.
- Nước 400ml sắc lấy 150 ml. Mỗi lần cho uống 1-2 thìa cà phê, cách nửa giờ cho uống 1 lần.
- Châm cứu: Dùng các huỵêt trên, nhưng tăng cường độ và thời gian.

### Vị thuốc dân gian chữa bệnh viêm họng
Cây Húng chanh là cây thân thảo, sống lâu năm. Lá và ngọn non ngoài việc dùng làm rau gia vị, còn được sử dụng như một vị thuốc giúp trị cảm cúm, sốt cao, chảy máu cam, viêm họng, khản tiếng…- Chữa cảm cúm, ho, viêm họng, khản tiếng: Lá húng chanh non 5-10g giã nát vắt lấy nước cốt nóng. Hoặc đem giã nhỏ một nắm lá (15-20g), thêm nước, vắt lấy nước uống làm 2 lần trong ngày. Đối với trẻ em, thêm ít đường, đem hấp cơm cho uống làm 2-3 lần
Cây rẻ quạt (xạ can) chữa viêm họng:Rẻ quạt có vị đắng, tính mát, thanh nhiệt, giải độc, tiêu đờm, tiêu viêm, mát cổ họng, được dùng để chữa các bệnh về họng như ho, viêm họng, đau họng, khản tiếng. Rẻ quạt, còn có tên xạ can (tên khoa học là Belamcanda chinensis (DC) Red.), là một cây thảo sống dai thuộc họ Lay-ơn (Iridaceae).
+ Trị ho: trong họng có nước khò khè như gà kêu: Rẻ quạt 13 củ, Ma hoàng 120g, Sinh khương 120g, Tế tân, Tử uyển, Khoản đông hoa đều 90g, Ngũ vị tử ½ thăng, Đại táo 7 trái, Bán hạ(chế). Sắc Ma hoàng với 1 đấu 2 thăng nước cho sôi, vớt bỏ bọt, cho các vị kia vào nấu còn 3 thăng, chia làm 3 lần, uống ấm.

### Các thuốc sát trùng làm sạch khoang miệng, thông thoáng mũi họng
Áp dụng cho tất cả các trường hợp viêm họng, có nhiều loại dung dịch: nước muối 0,9 %, Nước súc miệng TB, Septosan, Tantum Verde,....... trẻ em có thể bôi họng bằng Glycerin borat 5 %, nhỏ mũi Argyrol 1 %.Thông thường, viêm họng (do phần lớn nguyên nhân là siêu vi trùng) sẽ khỏi, triệu chứng đau họng sẽ hết trong vòng 5-7 ngày và chỉ sử dụng biện pháp sát trùng thông thoáng khoang miệng kết hợp với các thuốc điều trị triệu chứng như: hạ sốt, giảm đau  giảm ho, chống mất nước, tăng cường sức đề kháng, các vi ta min...

### Khí dung
Dùng các loại kháng sinh và corticoid cho vào máy tạo khí dung để xông họng, biện pháp này thường sử dụng cho viêm họng mãn tính, viêm họng hạt

### Các viêm họng đặc hiệu
Điều trị bệnh theo phác đồ, chữa viêm họng là các liệu pháp kết hợp. Điều trị các viêm nhiễm kết hợp, các biến chứng. Trong trường hợp viêm họng do liên cầu tan huyết beta nhóm A ở trẻ em, cần có thêm liệu pháp tiêm phòng thấp khớp hàng tháng để tránh các biến chứng

## Phòng bệnh
- Vệ sinh họng, răng, miệng hàng ngày bằng cách đánh răng, súc họng bằng nước muối loãng. - Cần đeo khẩu trang khi ra đường để tránh khói bụi, tránh những nơi môi trường bị ô nhiễm.Để phòng ngừa bệnh viêm họng, cần vệ sinh răng miệng, họng, mũi thường xuyên; hạn chế làm việc hoặc nằm ngủ thẳng hướng gió quạt điện thổi, hạn chế bật máy điều hòa ở nhiệt độ quá thấp; tránh những nơi có bụi, khói, hơi hóa chất, thuốc lá, không khí quá khô hoặc quá nóng; làm việc trong môi trường lạnh, khô nên uống nước ấm nhiều lần; hạn chế dùng thức ăn lạnh, nước uống lạnh hoặc có đá. Với phòng ngủ, cần thoáng mát nhưng không được có gió lùa, nếu có điều hòa nhiệt độ thì nên giữ ở mức nhiệt độ mát mẻ dễ chịu,
- Điều trị nguyên nhân tiềm tàng gây viêm họng
- Giải quyết các ổ viêm tiềm tàng ở mũi, xoang (viêm xoang sau), viêm amiđan. Giải quyết sự lưu thông của mũi: dị hình vách ngăn, polyp mũi, thoái hoá cuốn mũi dưới...
- Loại bỏ các kích thích như: bụi, hoá chất, thuốc lá, rượu...
- Điều trị dị ứng (nếu do thể địa)